# Scott Scrafton
Scott Scrafton (Auckland, 18 aprile 1993) è un rugbista a 15 neozelandese, seconda linea del Benetton.

## Biografia
Già giovane rugbista a livello scolastico presso il Saint Kentigern College di Auckland, entrò a 18 anni nelle giovanili dei Blues e debuttò nel 2014 per la squadra provinciale in un incontro di campionato con Bay of Plenty.
Nel 2016 debuttò in Super Rugby nelle file dei Blues contro Waratahs; con la franchise di Auckland rimase fino al 2019 per poi trasferirsi a Wellington presso l'Hurricanes con un contratto biennale.
Al termine del contratto con Hurricanes, Scrafton ha firmato nel 2022 un triennale in Italia presso il Benetton impegnato nell'United Rugby Championship.

### Vita privata
Scrafton è sposato con la connazionale Lauren Jenner, dirigente d'azienda e arbitra internazionale, che a seguito del trasferimento di suo marito al Benetton ha chiesto il tesseramento presso la Federazione Italiana Rugby.
La coppia ha un figlio, nato nel 2024 a Treviso.